# Dorfkirche Mixdorf

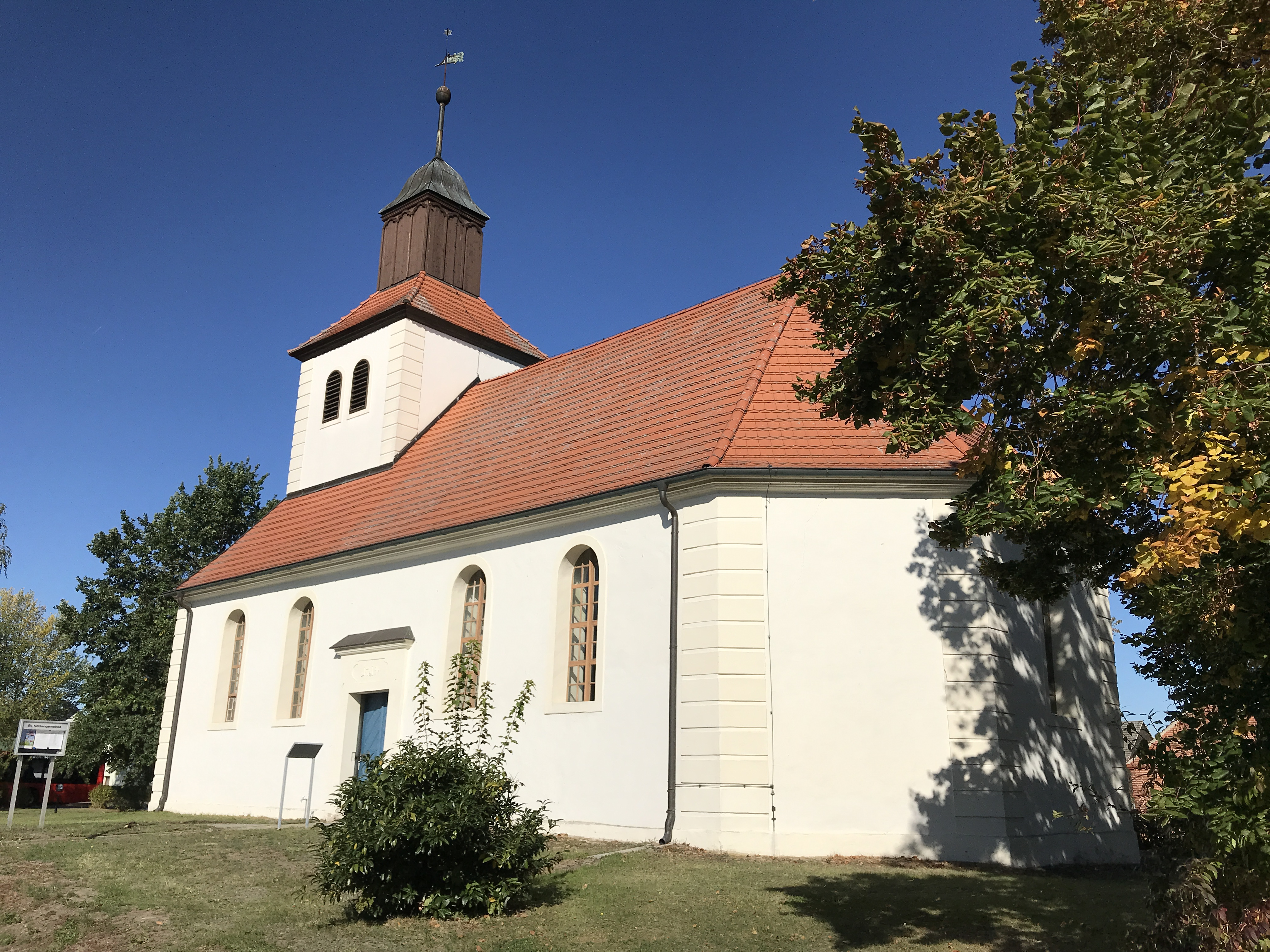
Dorfkirche Mixdorf

Die evangelische Dorfkirche Mixdorf ist eine Saalkirche aus den Jahren 1719/1720 in Mixdorf, einer Gemeinde im Landkreis Oder-Spree im Land Brandenburg. Die Kirchengemeinde gehört zum
Kirchenkreis Oderland-Spree der Evangelischen Kirche Berlin-Brandenburg-schlesische Oberlausitz.

## Lage
Die Dorfstraße führt von Westen kommend auf den historischen Ortskern zu. Sie quert dort die Hauptstraße und verläuft als Neue Straße in östlicher Richtung aus dem Ort. Die Kirche steht südwestlich dieser Kreuzung auf einem leicht erhöhten Grundstück, dass nicht eingefriedet ist.

## Geschichte
Das Brandenburgische Landesamt für Denkmalpflege und Archäologische Landesmuseum (BLDAM) gibt an, dass der Sakralbau in den Jahren 1719/1720 entstanden ist. Er ersetzte einen Vorgängerbau aus dem Ende des 16. und beginnenden 17. Jahrhunderts, der baufällig geworden war. 1965 erfolgte eine Restaurierung; die Fassade wurde in den Jahren 1994 bis 1996 erneuert.

## Baubeschreibung

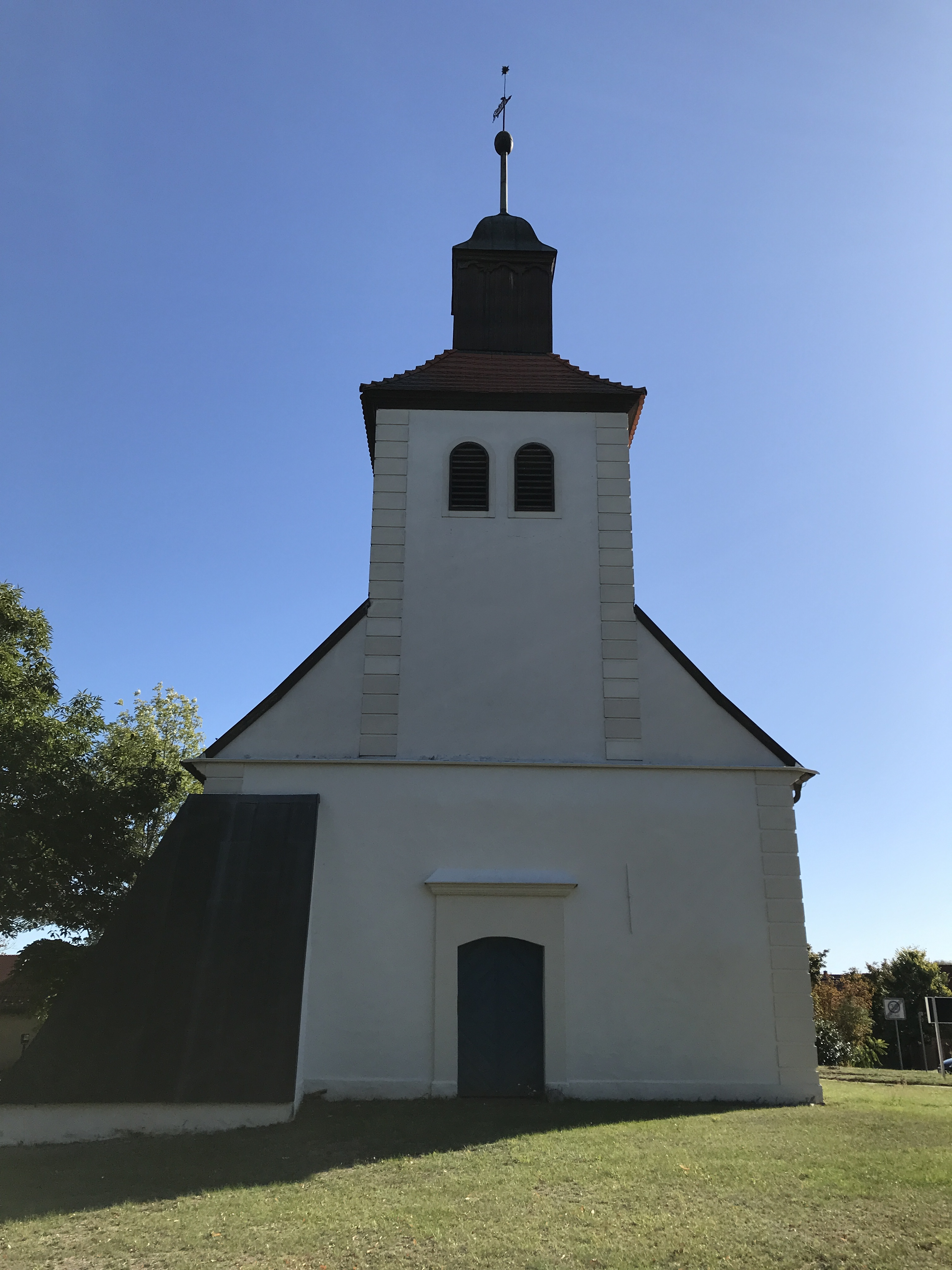
Ansicht von Westen

Das Bauwerk entstand im Wesentlichen aus Mauersteinen, die anschließend verputzt wurden. Der Chor ist nicht eingezogen und hat einen dreiseitige Ostschluss. Die Ecken sind mit einem Quaderputz verziert. Mittig ist im Osten ein großes Rundbogenfenster, dessen Fasche nochmals durch einen Putz betont wird.
An der Nordseite des Langhauses sind vier weitere, gleichartige Fenster. Mittig ist eine gleich große Blende. Die Südseite ist annähernd identisch aufgebaut. Allerdings ist mittig eine rechteckige Pforte, darüber die Jahreszahl „1719“. Das Schiff trägt ein schlichtes Satteldach, das im Chorbereich abgewalmt ist.
Nach Norden schließt sich der Westturm an. Er nimmt im unteren Geschoss die volle Breite des Langhauses auf. Die Ecken sind ebenfalls mit einem Quaderputz verziert. An der Nordwestecke ist ein ungewöhnlich massiver, dreiecksförmiger Strebepfeiler. Der Zugang zur Kirche erfolgt durch ein mittig angeordnetes Portal an der Westseite. Im darüber liegenden Giebel erstreckt sich der Turmhelm. An den drei zugänglichen Seiten sind je zwei kleine, rundbogenförmige Klangarkaden. Oberhalb eines Pyramidendachs folgt eine hölzerne Laterne, die mit Turmkugel, Wetterfahne und Stern abschließt. Die Fahne trägt die Buchstaben „BS“ für Ballei und Sonnenburg, einer Ortsgliederung des Johanniterordens mit Sitz in Sonnenburg. Dahinter ist die Jahreszahl 1606 zu sehen.

## Ausstattung
Der Kanzelaltar besteht aus einem Säulenaufbau, in dessen Predella das Abendmahl Jesu abgebildet ist. Das Dehio-Handbuch vermutet, dass er im Jahr 1725 von J. G. Blasich geschaffen wurde.
Die Hufeisenempore stammt aus der Bauzeit. Unterhalb ist seit dem Jahr 1979 eine Winterkirche; oberhalb steht eine Orgel, die Wilhelm Sauer im Jahr 1918 schuf. Sie hat vier Register und ein Manual. Das Pedal wurde 2012 von einem Orgelbauer überarbeitet. In der Turmhalle erinnert ein Epitaph aus Marmor an den 1743 verstorbenen J. F. C. Bugisch. Hinzu kommen erinnern zwei weitere Inschriftengrabsteine an den 1694 verstorbenen Jacobus Sandow sowie dessen Ehefrau S., geborene Ribbeck (verstorben 1688) sowie den beiden Enkelinnen des Paars, die 1691 und 1693 verstarben. Sie standen ursprünglich außen an der Südseite des Langhauses. Das Bauwerk trägt im Innern eine flache Balkendecke. Im Turm hängen drei Glocken aus den Jahren 1588, 1596 sowie der Mitte des 16. Jahrhunderts, die Bastian Praeger goss.